# Bishop Hills (Teksas)
Bishop Hills je gradić u američkoj saveznoj državi Teksas. Prema popisu stanovništva iz 2010. u njemu je živjelo 193 stanovnika.